# コルヴァーラ・イン・バディーア
コルヴァーラ・イン・バディーア（イタリア語: Corvara in Badia ; ラディン語: Corvara）は、イタリア共和国トレンティーノ＝アルト・アディジェ州ボルツァーノ自治県にある、人口約1,400人の基礎自治体（コムーネ）。

## 名称
州の3つの公用語では、それぞれ以下の名称を持つ。
- イタリア語: Corvara in Badia
- ドイツ語: Corvara あるいは Kurfar
- ラディン語: Corvara

## 地理

### 位置・広がり

#### 隣接コムーネ
隣接するコムーネは以下の通り。括弧内のTNはトレント自治県、BLはベッルーノ県（ヴェネト州）所属を示す。
- サン・マルティーノ・イン・バディーア - 北
- バディーア - 北東
- リヴィナッロンゴ・デル・コル・ディ・ラーナ (BL) - 南東
- カナツェーイ (TN) - 南西
- セルヴァ・ディ・ヴァル・ガルデーナ - 西

## 住民

### 言語
| 言語集団調査（2011年） | 言語集団調査（2011年） | 言語集団調査（2011年） | 言語集団調査（2011年） | 言語集団調査（2011年） |
| ---------------------- | ---------------------- | ---------------------- | ---------------------- | ---------------------- |
|                        |                        |                        |                        |                        |
| ドイツ語               | ドイツ語               |                        | 3.46%                  | 3.46%                  |
| イタリア語             | イタリア語             |                        | 6.84%                  | 6.84%                  |
| ラディン語             | ラディン語             |                        | 89.70%                 | 89.70%                 |

2011年に行われた、住民がドイツ語・イタリア語・ラディン語のいずれの「言語集団」に属するかの調査によれば（ボルツァーノ自治県#言語集団調査参照）、住民の約90%がラディン語話者である。

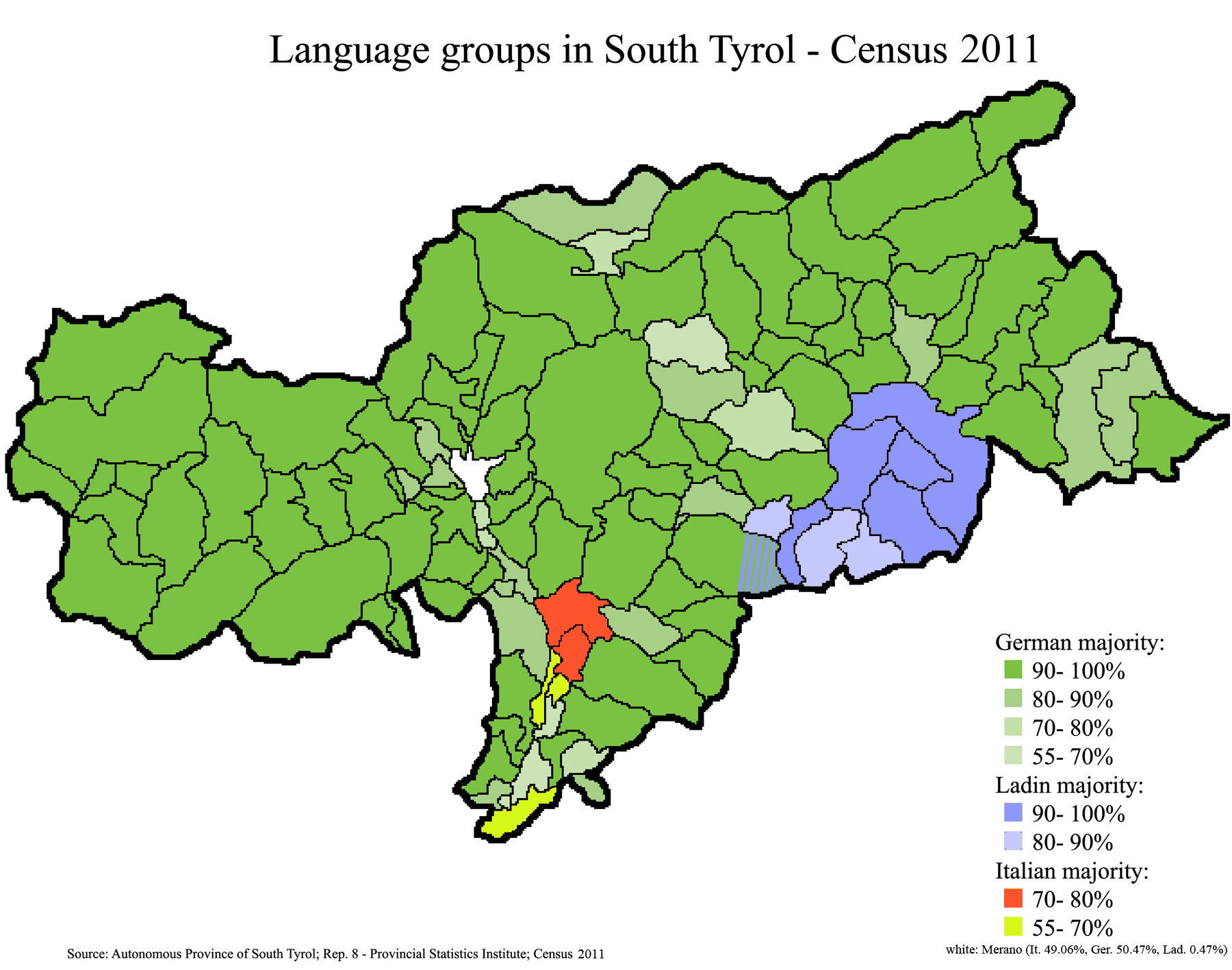
ボルツァーノ自治県の言語状況（2011年）。ラディン語話者が多数を占める地域は青で示されている。